# Ri Yong-gil
Ri Yong-gil (sinh k. 1955) là một sĩ quan cấp cao trong Quân đội Nhân dân Triều Tiên, mang quân hàm Đại tướng Lục quân. Ông hiện là Ủy viên dự khuyết Bộ Chính trị, Ủy viên Ủy ban Quân sự Trung ương. Ông từng 2 lần đảm nhiệm chức vụ Tổng Tham mưu trưởng Quân đội Nhân dân Triều Tiên (2013-2016 và 2018-2019).

## Binh nghiệp
Ri Yong-gil được phong quân hàm Trung tướng tháng 4 năm 2002 và giữ chức Tư lệnh Quân đoàn 3 từ năm 2002 tới năm 2007, và sau đó làm Tư lệnh Quân đoàn 5 từ năm 2007 đến năm 2012, đóng quân tại tỉnh Kangwon Bắc.
Ri Yong-gil được phong quân hàm Thượng tướng và được bầu làm Ủy viên dự khuyết Ủy ban Trung ương đảng Lao động Triều Tiên năm 2010. Cuối năm 2012, Ri Yong-gil được bổ nhiệm làm Cục trưởng Cục Tác chiến, Bộ Tổng Tham mưu Quân đội Nhân dân Triều Tiên. Tháng 8 năm 2013, Ri Yong-gil được bổ nhiệm làm Tổng Tham mưu trưởng Quân đội Nhân dân Triều Tiên, đồng thời phong quân hàm Đại tướng.

## Báo cáo không chính xác về cái chết

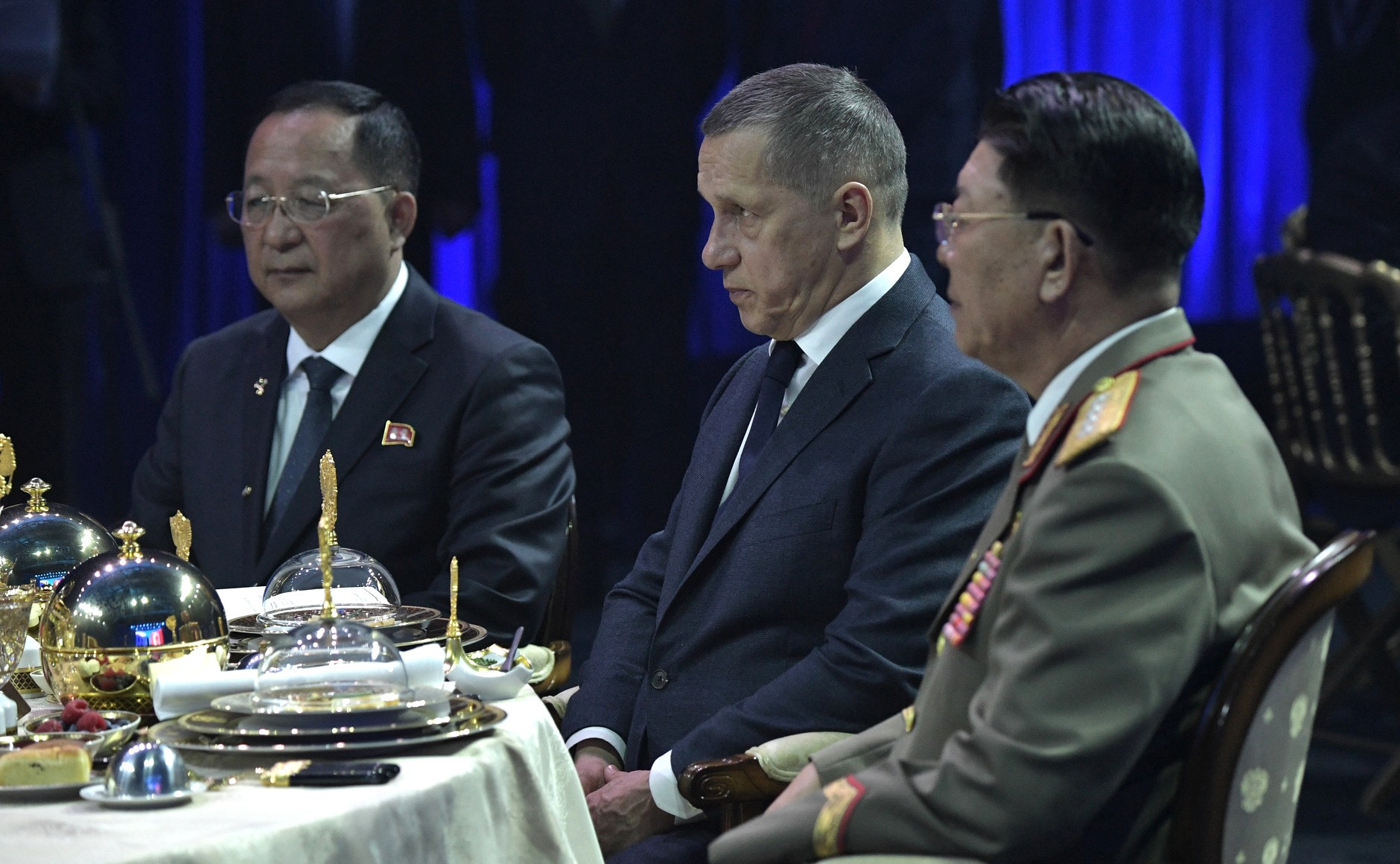
Tướng Ri Yong-gil (bên phải) trong Cuộc gặp Kim Jong-un - Putin 2019.

Đầu tháng 2 năm 2016, Hãng tin Yonhap của Hàn Quốc dẫn các nguồn thạo tin với vấn đề Triều Tiên cho biết Tổng Tham mưu trưởng Quân đội Nhân dân Triều Tiên (KPA), ông Ri Yong Gil đã bị tử hình. Cũng theo hãng tin Yonhap, ông Ri Yong Gil bị cáo buộc tham nhũng và âm mưu bè phái. Tuy nhiên, hãng Yonhap không tiết lộ nguồn tin nói ông Ri bị xử tử, trong khi cơ quan tình báo Hàn Quốc cũng không xác nhận thông tin trên. Tin đồn không được xác nhận đã được lưu hành rộng rãi trên các phương tiện thông tin đại chúng.
Về phía chính quyền Cộng hòa Dân chủ Nhân dân Triều Tiên tuy không xác nhận thông tin xử tử nhưng hồi tháng 2 đã thông báo bổ nhiệm tướng Ri Myong-su làm Tổng tham mưu trưởng mới. Tháng 4 năm 2017, Hãng thông tấn Trung ương Triều Tiên (KCNA) xác nhận Ri Yong-gil giữ chức vụ Phó Tổng Tham mưu trưởng và Cục trưởng Cục Tác chiến của Quân đội Nhân dân Triều Tiên. Tháng 5 năm 2016, theo danh sách quan chức cấp cao được công bố từ Đại hội đảng Lao động Triều Tiên lần thứ 7, tướng Ri Yong-gil đã được bầu giữ ba chức vụ bao gồm Ủy viên Ủy ban Trung ương Đảng Lao động Triều Tiên, Ủy viên dự khuyết Bộ Chính trị và Ủy viên Ủy ban Quân sự Trung ương. Ngày 10 tháng 5 năm 2017, Bộ Thống nhất Hàn Quốc sau đó cũng đã xác nhận sự hiện diện trở lại của tướng Ri Yong-gil sau khi phân tích những bức ảnh và đoạn băng từ đại hội đảng Lao động Triều Tiên, theo AP. Theo đó, có thể nhận thấy tướng Ri Yong-gil đã bị giáng cấp quân hàm từ Đại tướng xuống Thượng tướng.

## Trở lại chức vụ Tổng Tham mưu trưởng
Ngày 27 tháng 7 năm 2018, hãng thông tấn Triều Tiên KCNA thông báo tướng Ri Yong-gil được tái phong cấp Đại tướng và tái bổ nhiệm vào chức vụ Tổng tham mưu trưởng. Ông giữ chức vụ này trong hơn 1 năm cho đến khi bị thay thế bởi tướng Pak Jong-chon vào ngày 6 tháng 9 năm 2019. Ông trở lại chức vụ này lần thứ 3 vào tháng 8 năm 2023, thay thế cho tướng Park Su Il bị miễn nhiệm.